# Tears Roll Down (Greatest Hits 82–92)
Tears Roll Down (Greatest Hits 82–92) ist ein Kompilationsalbum der britischen Band Tears for Fears, das im März 1992 erschien.

## Entstehung und Veröffentlichung
Die Erstveröffentlichung von Tears Roll Down (Greatest Hits 82–92) erfolgte am 2. März 1992 bei den Musiklabels Fontana- und Mercury Records. Das Album erschien in seiner Originalausführung als CD (Katalognummer: 510 939-2) und LP (Katalognummer: 510 939-1) mit zwölf Titeln. Im gleichen Jahr erschien es auch als VHS mit Musikvideos der Band.
Das Album erschien wenige Monate nach der Trennung Roland Orzabals von Curt Smith Ende 1991. Es enthält neben elf Singleauskoppelungen der drei Studioalben The Hurting (1983), Songs from the Big Chair (1985) und The Seeds of Love (1989) auch das Lied Laid So Low (Tears Roll Down), welches als von Tim Palmer produzierte Single im Februar 1992 veröffentlicht wurde.

## Titelliste
| Nr.          | Titel                             | Autor(en)                            | Länge |
| ------------ | --------------------------------- | ------------------------------------ | ----- |
| 1.           | Sowing the Seeds of Love          | Roland Orzabal / Curt Smith          | 6:19  |
| 2.           | Everybody Wants to Rule the World | Orzabal / Ian Stanley / Chris Hughes | 4:11  |
| 3.           | Woman in Chains                   | Orzabal                              | 6:28  |
| 4.           | Shout                             | Orzabal / Stanley                    | 6:33  |
| 5.           | Head over Heels                   | Orzabal / Smith                      | 4:14  |
| 6.           | Mad World                         | Orzabal                              | 3:29  |
| 7.           | Pale Shelter                      | Orzabal                              | 4:39  |
| 8.           | I Believe                         | Orzabal                              | 4:50  |
| 9.           | Laid So Low (Tears Roll Down)     | Orzabal / David Bascombe             | 4:44  |
| 10.          | Mothers Talk                      | Orzabal / Stanley                    | 4:59  |
| 11.          | Change                            | Orzabal                              | 3:54  |
| 12.          | Advice for the Young at Heart     | Orzabal / Holland                    | 4:54  |
| Gesamtlänge: | Gesamtlänge:                      | Gesamtlänge:                         | 59:15 |

## Rezensionen
Der Musikexpress fand auf der Kompilation „zwölf Songs vom Feinsten, was die internationale Popszene zu bieten hat“.

## Kommerzieller Erfolg

### Chartplatzierungen
Das Album erreichte in den britischen Albumcharts im März 1992 Platz zwei und hielt sich zunächst 27 Wochen in den Top 100. Nach dem Charterfolg von Mad World in der Version von Gary Jules und Michael Andrews, bekannt aus dem Film Donnie Darko, erlebte das Album im Januar 2004 einen Wiedereinstieg und hielt sich nochmals zehn Wochen in den Charts. Darüber hinaus erreichte das Album Top-10-Platzierungen in Deutschland (Rang 7) und Neuseeland (Rang 9).
| ChartsChartplatzierungen       | Höchstplatzierung | Wochen |
| ------------------------------ | ----------------- | ------ |
| Deutschland (GfK)              | 7 (24 Wo.)        | 24     |
| Österreich (Ö3)                | 34 (2 Wo.)        | 2      |
| Schweiz (IFPI)                 | 14 (9 Wo.)        | 9      |
| Vereinigte Staaten (Billboard) | 53 (13 Wo.)       | 13     |
| Vereinigtes Königreich (OCC)   | 2 (37 Wo.)        | 37     |

| ChartsJahrescharts (1992) | Platzierung |
| ------------------------- | ----------- |
| Deutschland (GfK)         | 55          |

### Auszeichnungen für Musikverkäufe
| Land/Region                  | Auszeichnungen für Musikverkäufe (Land/Region, Auszeichnung, Verkäufe) | Verkäufe  |
| ---------------------------- | ---------------------------------------------------------------------- | --------- |
| Deutschland (BVMI)           | Gold                                                                   | 250.000   |
| Frankreich (SNEP)            | Gold                                                                   | 100.000   |
| Italien (FIMI)               | Gold                                                                   | 25.000    |
| Kanada (MC)                  | Gold                                                                   | 50.000    |
| Neuseeland (RMNZ)            | Platin                                                                 | 15.000    |
| Schweiz (IFPI)               | Gold                                                                   | 25.000    |
| Vereinigte Staaten (RIAA)    | Platin                                                                 | 1.000.000 |
| Vereinigtes Königreich (BPI) | 2× Platin                                                              | 600.000   |
| Insgesamt                    | 5× Gold · 4× Platin ·                                                  | 2.065.000 |